# Josef Witt
Josef Witt (* 17. Mai 1901 in München; † 3. Januar 1994 in Wien) war ein österreichischer Opernsänger (Tenor), Kammersänger, Regisseur und Gesangspädagoge.

## Leben und Wirken

### Laufbahn als Sänger
Witt studierte in München an der Königlichen Akademie der Tonkunst bei Eugen Robert Weiß und Anna von Mildenburg. 1920 debütierte er an der Münchner Staatsoper, wo er bis 1923 als Volontär verpflichtet war. Am Stadttheater Düsseldorf verkörperte er 1923 als Kuli Yang die Hauptrolle in Hans Gáls Oper Die heilige Ente. Es folgten Engagements am Stadttheater Stettin (1923–1924) und dann am Stadttheater Breslau (1924–1927), wo er 1926 in der Rolle des „Namenlosen Sängers“ in der Uraufführung von Hans Gáls Oper Das Lied der Nacht sang. Anschließend ging er ans Landestheater Karlsruhe (1927–1928) und ans Stadttheater Dortmund (1928–1929). Während seinem Engagement an der Oper Köln von 1929 bis 1934 wirkte er dort 1933 bei der Uraufführung von Siegfried Wagners Oper Der Heidenkönig mit. 1930 gab er als Gast an der Frankfurter Oper, wo er später noch häufiger auftrat, den Kalaf in Puccinis Turandot an der Seite der englischen Sopranistin Eva Turner. Von 1934 bis 1938 war er am Landestheater Braunschweig engagiert, dort sang er 1934 in der deutschen Erstaufführung von Igor Strawinkys Persephone.
1929 wirkte er in der Uraufführung von Bertolt Brechts Lehrstück Der Lindberghflug in der Komposition von Kurt Weill und Paul Hindemith mit. 1929 sang er die Rolle des „Gestürzten“ im Badener Lehrstück vom Einverständnis von Hindemith und Brecht.
1937 wurde Witt von Bruno Walter an die Wiener Staatsoper engagiert. Dort debütierte er im Oktober 1937 in der Titelpartie von Hans Pfitzners Palestrina als Premierenbesetzung unter der musikalischen Leitung von Bruno Walter. 1941 sang er in der Uraufführung der Oper Johanna Balk von Rudolf Wagner-Régeny die Rolle des Fürsten Balthasar und 1942 den Ferdinand in der Erstaufführung von Darius Milhauds Columbus. 1947 übernahm er die Rolle des Robespierre in der Erstaufführung von Gottfried von Einems Dantons Tod.  Weitere Rollen an der Staatsoper waren unter anderem die Titelrolle in Parsifal, Melot in Tristan und Isolde, Loge in Das Rheingold, Erik in Der fliegende Holländer, Florestan in Fidelio, Pinkerton in Madama Butterfly, Cassio in Otello, Macduff in Macbeth, Dr. Cajus in Falstaff, Herodes in Salome, Aegisth in Elektra, Leukippos in Daphne, Graf Elemer in Arabella, Fürst Schuiski in Boris Godunow, Max in Der Freischütz, Don Cesar in Donna Diana, Gringoire in Notre Dame, Pedro in Tiefland, Pietro in Boccaccio oder Eisenstein in der Operette Die Fledermaus. Bis 1955 wirkte er als Sänger an der Staatsoper, wo er zuletzt als erster Priester in Mozarts Zauberflöte zu hören war.
Witt gastierte während seiner Wiener Zeit an verschiedenen renommierten Häusern und bei internationalen Festivals. Regelmäßig trat er bei den Salzburger Festspielen auf. So brachte er dort 1942 und 1948 den Don Basilio in Mozarts Le nozze di Figaro zu Gehör, 1947 den Robespierre in der Uraufführung der Oper Dantons Tod von Gottfried von Einem. An der Mailänder Scala sang er den Aegisth in Elektra von Richard Strauss. Bei einem Gastspiel der Wiener Oper 1953 an der Opéra National de Paris sang er erneut den Don Basilio.

### Wirken als Regisseur
Nachdem Witt bereits 1942 sein Regiedebüt gegeben hatte, wirkte er an der Staatsoper ab 1955 als Erster Regisseur und Leiter des Opernstudios. Bis 1967 war er an der Staatsoper als Regisseur tätig. Regiearbeiten an diesem Haus, inklusive Produktionen des Hauses am Theater an der Wien, waren zum Beispiel Palestrina, Alceste, Die Zauberflöte, Don Giovanni (bei der Wiedereröffnung der Staatsoper 1955), Le nozze di Figaro, Cosi fan tutte, Gianni Schicchi, La Bohème, Pagliacci, Carmen, Don Carlo, Rigoletto, Un ballo in maschera, Salome, Ariadne auf Naxos, Tristan und Isolde, Der Barbier von Badgad, Die toten Augen, Die verkaufte Braut und Hoffmanns Erzählungen.

### Lehrtätigkeit
Witt lehrte von 1943 bis 1972 als Professor an der Wiener Akademie für Musik und darstellende Kunst. Erfolgreiche Schüler waren etwa Norman Bailey, Walter Berry, William Blankenship, Mimi Coertse (die erste international erfolgreiche Opernsängerin aus Afrika), Martha Dewal,  Marie-Thérèse Escribano,  Ernst Gutstein,  Hans van Heerden, Gottfried Hornik, Gertrude Jahn, Hans Kraemmer und Erika Wien.

### Privates
Josef Witt war mit der Solotänzerin Inge Vogt verheiratet.

## Auszeichnungen
- Ernennung zum Kammersänger[13]

- 1960: Mozartmedaille der Mozartgemeinde Wien[14]
- 1971: Ernennung  zum  Ehrenmitglied der Wiener Staatsoper[2]

## Diskografie
- Große Mozartsänger Vol. 1 (Opernarien 1922–1942). Festspieldokumente Salzburger Festspiele. Darauf mit Josef Witt: Finale Le Nozze di Figaro. U. a. mit den Wiener Philharmonikern (Orfeo d’Or; 1995)
- Verdi: Macbeth (Gesamtaufnahme Wien 1943) Mit u. a. Josef Witt (MacDuff), Mathieu Ahlersmeyer (Macbeth), Elisabeth Höngen (Lady Macbeth), Herbert  Alsen (Banquo), Chor und Orchester der Wiener Staatsoper, Dirigent: Karl Böhm (u. a. Preiser Records)
- Verdi: Othello (Gesamtaufnahme in deutscher Sprache 1944). Mit u. a. Josef Witt (Cassio), Torsten Ralf (Othello), Paul Schöffler (Jago), Hilde Konetzni (Desdemona), Chor und Orchester der Wiener Staatsoper, Dirigent: Dirigent: Karl Böhm (Preiser; 1997)
- Edition Wiener Staatsoperr Live Vol. 7. Mit Josef Witt in Palestrina und Notre Dame; Chor und Orchester der Wiener Staatsoper, Dirigenten: Bruno Walter und Rudolf Moralt (Koch Schwann; 1994)
- Edition Wiener Staatsoper Live Vol. 8: Giuseppe Verdi: Un ballo in maschera/Aida/Falstaff. Mitwirkung von Josef Witt in Falstaff. Dirigenten: Karl Böhm, Vittorio Gui, Clemens Krauss, Chor und Orchester der Wiener Staatsoper (Koch International; 1994)
- Edition Wiener Staatsoper Live Vol. 21 (Koch International; 1995)
- Strauss-Primadonnen. (Sony Music; 1999)
- Karajan-Edition. Karajan in Wien Vol. 1–9. Dirigent: Herbert von Karajan (EMI; 1997)
- Richard Strauss, Salome. Edition Wiener Staatsoper Live Vol. 3, mit dem Orchester der Wiener Staatsoper (Koch International; 1994)
- Richard Strauss: Salome. Mit u. a. Ljuba Welitsch, Gertrud Schuster, Wiener Philharmoniker, Dirigent: Herbert von Karajan
- Pfitzner: Palestrina. Mit u. a. Chor und Orchester der Wiener Staatsoper, Dirigent: Rudolf Moralt
- Wagner: Die Meistersinger von Nürnberg (Gesamtaufnahme 1944). Mit u. a. Josef Witt als Eißlinger, Paul Schöffler, Herbert Alsen, Anton  Dermota, Erich Kunz, Fritz Krenn, William Wernigk, Alfred Muzzarelli, Irmgard Seefried, Else Schürhoff, Wiener Philharmoniker, Dirigent: Karl Böhm  (Preiser; 2000)

## Publikation
- Josef Witt: Mein Weg zu Mozart. In: Mozartgemeinde Wien 1913–1963. Verlag Mozartgemeinde Wien 1964, S. 164ff.